# Forum social québécois
Pour les articles homonymes, voir FSQ.
 (juillet 2023).
Le forum social québécois, ou FSQ, est un forum québécois qui s’inscrit dans la mouvance des Forums sociaux mondiaux qui se tiennent chaque année dans différents pays (tels le Brésil, l'Inde, le Venezuela, le Mali, le Pakistan et le Kenya) depuis janvier 2001,.
Ce forum se définit comme « un espace participatif et non partisan de réflexion, de convergence des revendications et des luttes sociales s'opposant au capitalisme néolibéral et à toute forme d'oppression, de promotion des pratiques alternatives et d'élaboration de la société québécoise de demain ».
Le premier forum social québécois a eu lieu du 23 au 26 août 2007 à Montréal, métropole du Québec. Le second a eu lieu du 8 au 12 octobre 2009, dans la même ville.

## Contexte
Selon divers intervenants sociaux tels Raphaël Canet, professeur à la faculté des sciences sociales de l'Université d'Ottawa, Louis Roy, vice-président de la Confédération des syndicats nationaux, Guillaume Beaulac, journaliste pour Le Couac, Rachad Antonius, de l'Université du Québec à Montréal, Michèle Asselin, de la Fédération des femmes du Québec, et plusieurs dizaines d'autres intervenants, la démocratie actuelle est monopolisée par une élite politico-économique qui utilise le pouvoir à son profit,. Ceci aurait plusieurs causes, dont la montée de l'individualisme et le désintéressement de la population face à la sphère politique.
Dans ce contexte, une grande partie de la population québécoise se sent lésée et, pour pallier cela, les organisateurs du FSQ ont créé un espace de dialogue pour redonner la parole au citoyen et lui permettre d'occuper l'espace public, ainsi que les lieux de savoir et de culture, afin, entre autres, de pouvoir discuter d'une société post-capitaliste.

## Historique
Le premier forum social québécois s'est tenu du 23 au 26 août 2007 à l'Université du Québec à Montréal, tout de suite après une rencontre du Partenariat nord-américain pour la sécurité et la prospérité à Montebello. Il fut l'occasion de donner la chance de s'exprimer à différents groupes artistiques (Les Zapartistes), politiques (Québec solidaire, syndicalistes (CSN) et altermondialistes (Équiterre). Plusieurs personnalités ont eu l'occasion de s'y exprimer dont Françoise David, Gérald Larose et Laure Waridel.
Le second FSQ a été annoncé en janvier 2009 sur le site de l'Université du Québec à Montréal (UQAM), prévu à l'automne 2009. Il a lieu du 8 au 12 octobre à Montréal. Parmi ses participants, on compte :
- Confédération des syndicats nationaux
- Centre de recherche en éthique de l'Université de Montréal[7]
  - Fédération nationale des enseignantes et des enseignants du Québec
- Les Zapartistes
- Wikimédia Québec